# القشلة (ردمان)

تعديل مصدري - تعديل

القشلة هي إحدى قرى عزلة ردمان ال عوض بمديرية ردمان التابعة لمحافظة البيضاء، بلغ تعداد سكانها 118 نسمة حسب تعداد اليمن لعام 2004.